# Gamla snutar, nya spår
Gamla snutar, nya spår  (engelska: New Tricks) är en brittisk deckarserie som producerades av BBC mellan 2003 och 2015.

## Rollista i urval
- Alun Armstrong – Brian Lane (Säsong 1-10)
- James Bolam – Jack Halford (Säsong 1-10)
- Amanda Redman – DS Sandra Pullman (Säsong 1-10)
- Dennis Waterman – Gerry Standing
- Anthony Calf – Robert Strickland (Säsong 2-12)
- Denis Lawson – Steve McAndrew	 (Säsong 9-12)
- Nicholas Lyndhurst – Dan Griffin (Säsong 10-12)
- Tamzin Outhwaite – DCI Sasha Miller (Säsong 10-12)
- Larry Lamb – Ted Case (Säsong 12)